# 荒金鉱山
荒金鉱山（あらかねこうざん）は、鳥取県岩美郡岩美町荒金に存在した銅鉱山。岩美鉱山とも呼ばれる。
旧日本鉱業株式会社によって採掘が行われていた。裂罅充填型鉱脈鉱床で、銅の他に金・銀・鉛・亜鉛なども産出した。

## 歴史
698年にここで採掘された銅鉱が朝廷（文武天皇）に献上されたとの記録があり、記録上では日本最古の銅山となる。
1889年（明治22年）に銅の露頭が発見されて以来、大きく発展した。1926年（大正15年）には山陰本線岩美駅と岩井温泉・荒金鉱山を結ぶ岩井町営軌道も敷設された。鉱山の繁栄の一方で、鉱山から流れ出た鉱毒は小田川を汚染し、魚の住めない「死の川」へと変えてしまった。
1943年（昭和18年）9月10日、鳥取地震発生。大量の鉱泥を集めていた堰堤が決壊し、65名が犠牲となった（後述）。
1955年（昭和30年）11月15日に閉山となった。

## 朝鮮人労働者と事故の慰霊祭
1943年（昭和18年）9月10日に起きた鳥取地震の際に、大量の鉱泥を集めていた堰堤が決壊し、約4万3千立方mの鉱泥が流出した。泥流は、堰堤直下にあった朝鮮人労働者の飯場や荒金集落を直撃し、朝鮮人労働者とその家族28名と日本人37人の合計65人が犠牲となった。鉱山労働者や地元住民が2ヶ月にわたって遺体の収容作業を行ったが、現在も32〜33名の遺骨が鉱泥の下に埋まったままになっている。特に朝鮮人労働者の飯場は堰堤直下にあったために泥流の一番下に埋まっていると考えられ、発見された朝鮮人犠牲者の遺体はわずか2体のみだった。

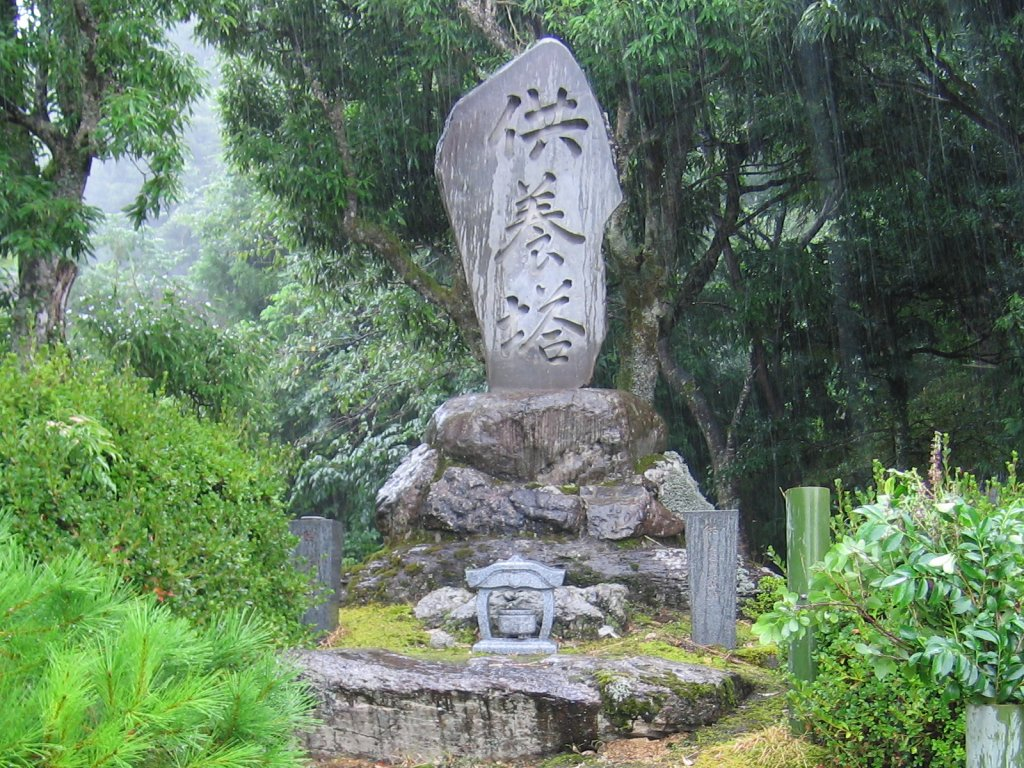
荒金鉱山事故の犠牲者の供養塔

1948年（昭和23年）に日本鉱業株式会社によって、鳥取地震の際の大事故の慰霊碑が建立され、地元住民たちによって毎年9月10日に慰霊祭が開かれるようになった。1972年（昭和47年）以降は、「荒金鉱山に眠る、韓国・朝鮮人・日本人を祀る会」の関係者や地元住民によって慰霊祭が行われてきた。1988年（昭和63年）には関係者の努力によって、犠牲者の祖国を遠望する位置に慰霊碑が移築された。
1990年（平成2年）、鉱泥から掘り出されて地元の寺におさめられていた朝鮮人犠牲者1名の遺骨が、韓国の国営墓地「望郷の丘」（忠清南道天安市）に納骨された。
1990年代になると、在日本大韓民国民団鳥取県本部と在日本朝鮮人総連合会鳥取県本部が共同で喪主をたて、朝鮮の伝統的儒教式に則った祭祀（チェサ）を行って、事故の犠牲者を慰霊するようになった。1997年の55回忌からは5年に一度の共催となったが、「事故を風化させたくない」との思いから韓国民団が単独で開催する年もある。

## 鉱毒問題
岩美町出身の社会主義運動家・村上吉蔵（1897年〜1982年）は荒金鉱山の鉱毒問題解決のため尽力した。
現在、坑排水処理事業が行われており、鉱山から流れ出る強酸性の水を化学的に中和して水質を改善し、強酸性水や有害物質（鉄・銅・鉛・カドミウム）などが環境に与える悪影響を取り除く取り組みが行われている。地元の「小田川・荒金川に魚を蘇らせる会」が稚魚放流などを行い、現在はサケの遡上も見られるようになった。

## その他
大切坑入り口から200mまではコンクリートで補強整備されており、坑内を見学することも可能である（要予約）。